# Стивен, Кэролайн
Кэролайн Стивен (англ. Caroline Emelia Stephen, 4 декабря 1838 — 7 апреля 1909) — британский филантроп, писала о квакерстве. Известна также как Милли Стивен. Тётя Вирджинии Вулф.

## Юность
Стивен родилась 8 декабря 1834 года в Кенсингтон Гор на Гайд-парк-гейт в Лондоне. Она была дочерью аболициониста сэра Джеймса и Джейн Кэтрин (урожденной Венн) Стивен. Её отец был постоянным заместителем министра по делам колоний. Братьями Стивен были юрист сэр Джеймс Фицджеймс Стивен и сэр Лесли Стивен (1832—1904) — главный редактор Национального биографического словаря. Кэролайн росла в литературном и религиозном доме, её воспитанием занимались гувернантки. Семья Стивен переехала из Лондона в Брайтон, потом обратно в Виндзор, а затем в Уимблдон. Отец ушел с государственной службы, когда Кэролайн была ещё подростком, и они снова переехали, когда отец стал Королевским профессором истории (скорее всего почетным) в Кембриджском университете. Говорили, что у Кэролайн Стивен был роман, который печально закончился в 1857 году. По словам её брата Лесли, возлюбленный Кэролайн уехал и умер в Индии. Однако, хотя Лесли и был компетентным биографом, этому факту нет никаких подтверждений.

## Благотворительность и обращение к квакерству
В 1860-х годах Кэролайн Стивен занялась благотворительностью, и после обсуждения своих планов с Флоренс Найтингейл в 1871 году опубликовала «Служение бедным». Она также начала обсуждать вопросы веры с Робертом Вером Фоксом. Кэролайн Стивен решила стать квакером и покинула евангельское христианство своих родителей. Она ухаживала за своей матерью, пока та не скончалась, и тогда же вместе со своей кузиной Сарой Стивен Кэролайн стала соучредителем Столичной ассоциации поддержки молодых служанок (на роль учредителей притязают и другие). В 1877 году она организовала дом для проживания женщин в Челси (Лондон). Это были Херефордские дома, расположенные там, где впоследствии появилась Олд Чёрч-стрит.
В 1879 году она присоединилась к квакерам и стала убеждённым сторонником их взглядов. В 1890 году она опубликовала Quaker Strongholds («Твердыни квакерства»), где изложила свою точку зрения. Даже 100 лет спустя после публикации книга считается «квакерской классикой». И это несмотря на то, что Лесли Стивен назвал книгу «еще одним незначительным произведением». Вирджиния Вульф выросла с отцом, называвшим свою сестру «Глупышкой Милли» или «Монашкой». Книга сделала Кэролайн Стивен самой известной женщиной-квакером среди читающей публики. Она выступала против движения суфражисток, так как считала, что молчаливое большинство женщин не хочет изменения статус-кво. Эта точка зрения стала более популярной уже после смерти Кэролайн Стивен, поскольку квакеры, будучи сторонниками ненасильственных действий, не поддерживали популярную феминистскую позицию воинственных суфражисток.

## Кембриджский период жизни
В 1895 году Стивен переехала в Кембридж, где свидетельствовала о верованиях квакеров студенткам колледжей Ньюнем и Гертон. В Ньюнеме ей помогала племянница Кэтрин Стивен, директор Ньюнем-колледжа. Когда у Вирджинии Вулф после смерти отца в 1904 году случился нервный срыв, она выздоравливала в доме подруги, а затем провела некоторое время со своей тётей в Кембридже.
Стивен умерла у себя дома в Кембридже 7 апреля 1909 года. По завещанию она оставила своей племяннице Вирджинии Вулф 2500 фунтов стерлингов. Племянница была благодарна, эти деньги имели решающее значение для её собственной карьеры. Финансовая независимость позволила Вулф сосредоточиться на размышлениях; эти деньги, по её словам, «разогнали тучи над головой» (см. «Своя комната»). В 1911 году Кэтрин Стивен опубликовала «Видение веры и другие очерки», содержавшие сочинения Кэролайн Стивен.